# Marie Gullordová

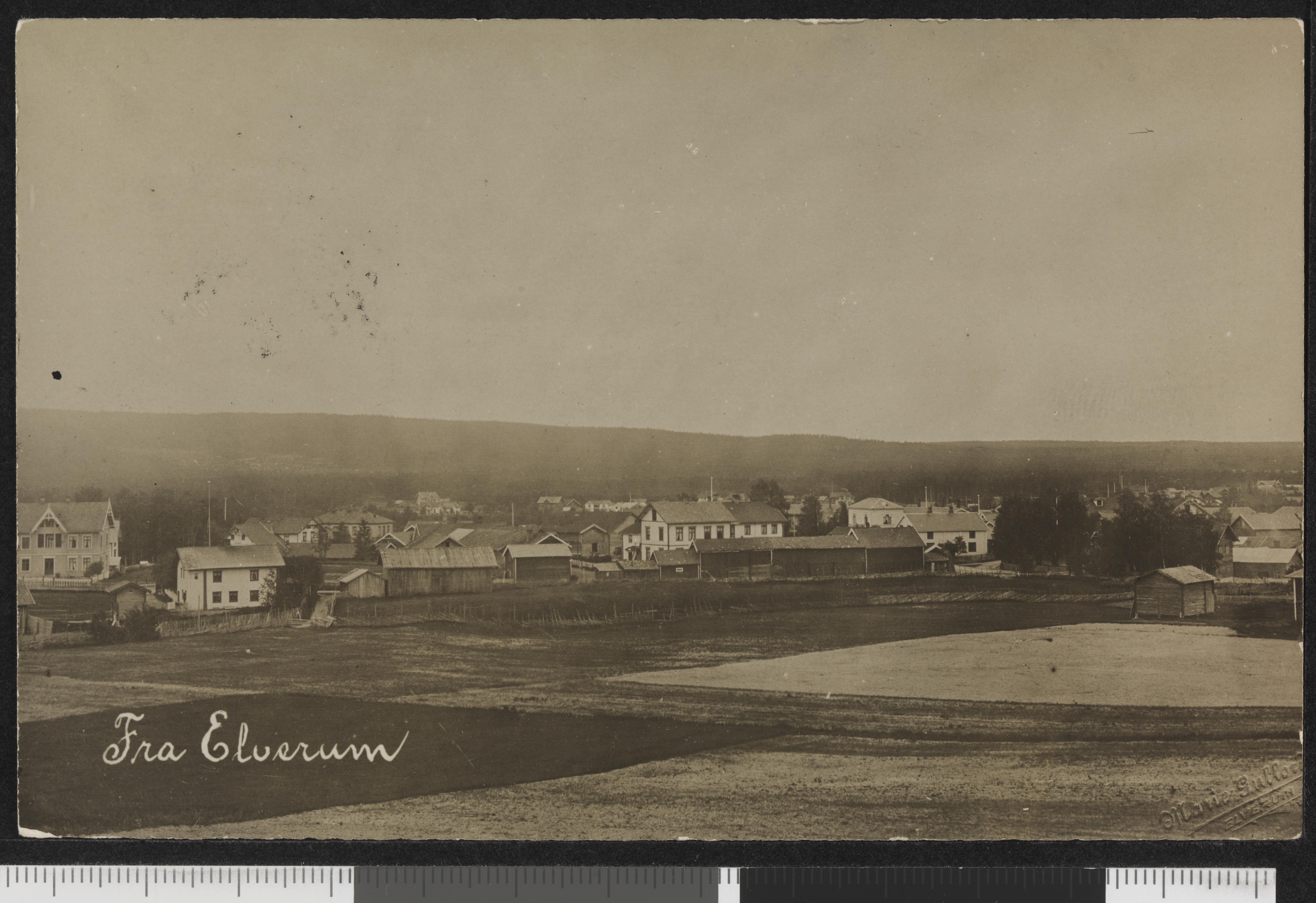
Pohlednice z Elverumu, 1900–1908, ze sbírek Národní knihovny Norska

Marie Gullordová (nepřechýleně Marie Gullord, vdaná Dahleová; 31. prosince 1868 Biri – 1952) byla norská fotografka.

## Životopis
V roce 1897 vybudovala své vlastní fotografické studio v Gjøviku. Bylo to v nejvyšším patře domu krejčího Monsena a na pozdější adrese Lucie Ring-gården, Storgata 28 . V roce 1898 se přestěhovala do Elverumu, kde se provdala za krejčího Ivara Dahleho. Tam se prosadila a fotografovala pod jménem „Marie Gullord“. Ve sčítání lidu z roku 1910 je označena jako „žena v domácnosti a fotografka“.
Gullordová prý převzala archiv Ingeborgy Lømo v Elverumu. V roce 1977 Glomdalsmuseet převzala sbírku negativní Marie Gullordové v počtu 5-10 000 skleněných desek.